# Sistema cerrado
Existen diferentes acepciones del término "Sistema cerrado", tanto en ciencias como en humanidades.  Los diferentes significados también se dan en diferentes áreas de una misma disciplina, por ejemplo, en Física, puede haber diferencias entre las concepciones en Mecánica y en Termodinámica.
En Mecanica Clasica

Esquema que representa las partes de un sistema físico, el sistema será aislado si la frontera no permite ningún tipo de interacción con los alrededores.

Un sistema cerrado es un sistema físico que no interactúa con otros agentes físicos situados fuera de él y por lo tanto no está conectado casualmente ni relacionado con nada externo a él.
Una propiedad importante de los sistemas cerrados en mecánica clásica es que las ecuaciones de evolución temporal, llamadas ecuaciones del movimiento de dicho sistema solo dependen de variables y factores contenidas en el sistema. Para un sistema de ese tipo por ejemplo la elección del origen de tiempos es arbitraria y por tanto las ecuaciones de evolución temporal son invariantes respecto a las traslaciones temporales. Eso último implica que la energía total de dicho sistema se conserva; de hecho, un sistema cerrado al estar aislado no puede intercambiar energía con nada externo a él.
En muchas de las teorías cosmológicas aceptadas actualmente, el Universo es considerado como un sistema cerrado. Debe considerarse, sin embargo, que la cantidad de materia en el Universo puede variar por las transformaciones materia-energía (en mecánica relativista). 
En la práctica muchos sistemas que no están completamente aislados pueden estudiarse como sistemas cerrados con un grado de aproximación muy bueno a fines de explicar la historia o predecir la evolución de dichos sistemas.
En Termodinámica
"Un sistema cerrado es un sistema en que la masa no atraviesa la frontera" Los sistemas cerrados, en termodinámica, incluyen aquellos casos en los que el sistema puede intercambiar energía con los alrededores. Esta posibilidad resulta de gran importancia, por ejemplo, cuando se pretende entender la dilatación de un gas encerrado en un cilindro móvil aplicado la Primera Ley de la Termodinámica (Ver animación).

## Especificaciones del concepto en termodinámica

Animación: trabajo de un gas en un sistema cerrado.

En termodinámica se distingue entre sistema abierto, sistema cerrado y sistema aislado. Para describir los sistemas termodinámicos se requiere especificar el tipo de "paredes" o "frontera" que tiene el sistema. A través de las paredes es que los sistemas pueden realizar intercambios de materia o energía con el medio que los rodea. En un sistema abierto las paredes permiten que el sistema intercambie materia con los alrededores, mientras que en un sistema cerrado no, ambos tipos de sistemas pueden intercambiar o no energía. "Aquel sistema que no puede intercambiar sustancia o energía (en forma de calor o de trabajo) con el medio circundante se llama aislado".
Un ejemplo de sistema aislado es un termo "ideal", donde existen tres características que lo hacen un sistema aislado: el estar herméticamente cerrado impide el intercambio de materia con el medio; el que tenga paredes rígidas impide el intercambio de energía mecánica entre el interior y el exterior; el tener paredes que lo aíslan térmicamente impide el intercambio de energía en forma de calor. A las paredes que son impermeables al paso de calor se les denomina paredes adiabáticas. Los termos reales no son sistemas completamente aislados pues, a pesar de estar cerrados herméticamente, a través de sus paredes hay pequeñas pérdidas de energía en forma de calor, esto es, sus paredes no son adiabáticas.
En la práctica muchos sistemas no completamente aislados pueden estudiarse como sistemas cerrados, con un grado de aproximación muy bueno o casi perfecto, este es el caso de los termos si se consideran intervalos de tiempo breves y diferencias de temperatura pequeñas entre el sistema y sus alrededores.